# Kungariket Lombardiet-Venetien
Kungariket Lombardiet-Venetien var ett kronland i kejsardömet Österrike. Det bildades 1815, som ett resultat av att Wienkongressen erkände huset Habsburg-Lothringens rättigheter till Lombardiet och den före detta republiken Venedig. Detta efter att kungariket Italien, skapat av Napoleon I 1805, kollapsade 1815. Kungariket Lombardiet-Venetien upplöstes slutligen 1866 när återstoden av dess territorium tillföll det då nyinrättade och enade kungariket Italien.
Den österrikiske kejsaren var representerad av en vicekung i området. Denne utsågs av det österrikiska hovet i Wien och var bosatt både i Milano och i Venedig.

## Historia

Kungariket Lombardiet-Venetien inom Kejsardömet Österrike, precis efter Wienkongressen

År 1814 i Parisfreden hade Österrike bekräftat sina anspråk på de territorier i Lombardiet, som före Napoleonkrigen hade styrts av den Habsburgska monarkin, det vill säga av de tysk-romerska kejsarna i Wien. Det rörde sig dels om det före detta hertigdömet Milano som hade styrts av habsburgarna från 1718 fram till Napoleonkrigen, dels om det intilliggande hertigdömet Mantua som hade styrts av dem från 1713 fram till 1796. Dessutom inkluderade dessa anspråk även den före detta republiken Venedig som hade varit i österrikisk ägo sedan 1797 efter freden i Campo Formio.
Wienkongressen enade dessa länder till ett enda rike, som skulle ingå i en personalunion med Österrike med kejsaren av Österrike som rikenas gemensamma monark. Detta till skillnad från de intilliggande länderna storhertigdömet Toscana, hertigdömet Modena och Reggio, samt hertigdömet Parma som alla förblev självständiga stater (med egna monarker) under styre av andra grenar av ätten Habsburg.
Kungariket Lombardiet-Venetiens förste monark var kejsar Frans II, som regerade från 1815 fram till sin död 1835. Hans son kejsar Ferdinand I regerade från 1835 till 1848. Han blev den siste kungen av Lombardiet-Venetien att krönas med järnkronan den 6 september 1838. Kronan skickades därefter till Wien efter förlusten av Lombardiet 1859 (där kronan hade förvarats i katedralen i Monza). Den sändes dock tillbaka till Italien efter Österrikes slutgiltiga förlust av den sista delen av kronlandet, vid förlusten av Venetien år 1866. Lombardiet-Venetiens siste monark från 1848 fram till år 1866 var kejsar Frans Josef I.

### Slutet för kungariket
Efter det andra italienska frihetskriget och nederlaget vid slaget vid Solferino år 1859, fick Österrike genom freden i Zürich avstå Lombardiet upp till floden Mincio, med undantag från fästningarna Mantua och Peschiera del Garda, till den franske kejsaren Napoleon III. Denne avträdde omedelbart landet till kungariket Sardinien, som därefter inkorporerade största delen av Italien och därför kom att bilda det nya kungariket Italien. Venetien behöll dock Österrike än så länge. Vicekung Maximilian drog sig tillbaka till slottet Miramare nära staden Trieste, medan huvudstaden flyttades till Venedig.
Återstående delar av kronlandet, Mantua och Venetien, tillföll också de till kungariket Italien i efterdyningen av Tyska enhetskriget. Det skedde år 1866 vid Pragfreden. Också detta område avträddes först formellt till Frankrikes kejsare, som i sin tur gav området till kungariket Italien den 19 oktober. En folkomröstning markerade den italienska annekteringen den 21-22 oktober 1866.
I utbyte fick Frankrike, enligt ett tidigare hemligt avtal, staden Nizza, det vill säga den nuvarande staden Nice, som då kunde anses som en italiensk stad och som hade styrts av kungariket Sardinien och dess föregångare. Frankrike fick dessutom några mindre delar av det gamla hertigdömet Savojen i Alperna.

## Kungar av Lombardiet-Venetien
- Frans I av Österrike 1815–1835
- Ferdinand I av Österrike 1835–1848
- Frans Josef I av Österrike 1848–1866